# Topper (película)
Topper es una comedia americana dirigida en 1937 por Norman Z. McLeod y protagonizada por Constance Bennett, Cary Grant y Roland Young que cuenta cómo un hombre estirado y atascado es perseguido por los fantasmas de una pareja de casados amantes de la diversión.
El guion de Eric Hatch, Jack Jevne y Eddie Moran adapta la novela homónima de Thorne Smith. Producida por Hal Roach y distribuida por Metro-Goldwyn-Mayer. El reparto de apoyo incluye a Billie Burke y Eugene Pallette. Topper fue un gran éxito de público en el verano de 1937.
Primera película en blanco y negro que se coloreó digitalmente, fue relanzada en 1985 por los estudios Hal Roach.

## Trama
George y Marion Kerby son tan ricos como irresponsables. Cuando George destroza su elegante coche deportivo, despiertan del accidente como fantasmas. Al darse cuenta de que no están ni en el cielo ni en el infierno porque nunca han sido lo suficientemente responsables para hacer buenas o malas acciones, deciden que liberar a su viejo amigo Cosmo Topper de su regimentado estilo de vida será su boleto al cielo.
Topper, un rico presidente de banco, está atrapado en un trabajo aburrido. Peor aún, Clara, su esposa escaladora social, parece vivir solo por regañarlo y presentar una fachada respetable. Por capricho, después de que George y Marion mueran, Topper compra el llamativo coche deportivo de George. Pronto conoce a los fantasmas de sus amigos muertos y estos enseguida empiezan a animar su aburrida vida con la bebida y el baile, el coqueteo y la diversión.
Las escapadas conducen rápidamente al arresto de Cosmo, y el escándalo resultante aleja a su esposa Clara. Pero el escándalo de Topper hace algunas de las personas con las que Clara quería socializar se interesen ahora por ella y Topper. Cosmo se muda a un hotel con Marion, quien afirma que ya no está casada desde que murió. Clara teme haber perdido a Cosmo para siempre. El leal mayordomo de Topper le sugiere que se relaje un poco; decide que tiene razón y se pone la lencería y otros atuendos de "una mujer adelantada". Después de que Cosmo tenga una experiencia cercana a la muerte y casi se una a George y Marion en el más allá, Cosmo y Clara se reencuentran felizmente, y George y Marion, con su buena obra hecha, parten con gusto al cielo.

## Reparto
- Constance Bennett como Marion Kerby
- Cary Grant como George Kerby
- Roland Young como Cosmo Topper
- Billie Burke como la Sra. Clara Topper
- Alan Mowbray como Wilkins, el mayordomo
- Eugene Pallette como Casey
- Arthur Lake como el chico del ascensor / botones
- Hedda Hopper como la Sra. Grace Stuyvesant
- Virginia Sale como la Srta. Johnson
- Elaine Shepard como la secretaria
- Ward Bond como el taxista (no acreditado).

- Al principio de la película, el compositor y pianista Hoagy Carmichael hace un cameo -su primer papel como actor- como pianista en la secuencia en la que George y Marion están en la ciudad la noche antes de la reunión en el banco. Presenta la canción "Old Man Moon", que es cantada por Grant y Bennett (también es cantada más tarde por Three Hits and a Miss).[3]  Cuando la pareja sale del bar, George (Grant) dice, "(Good)night Hoagy!", y Carmichael responde "Hasta la vista, hasta la próxima".
- Lana Turner aparece en su segunda película, sin ser acreditada, como patrocinadora de un club nocturno.

## Producción

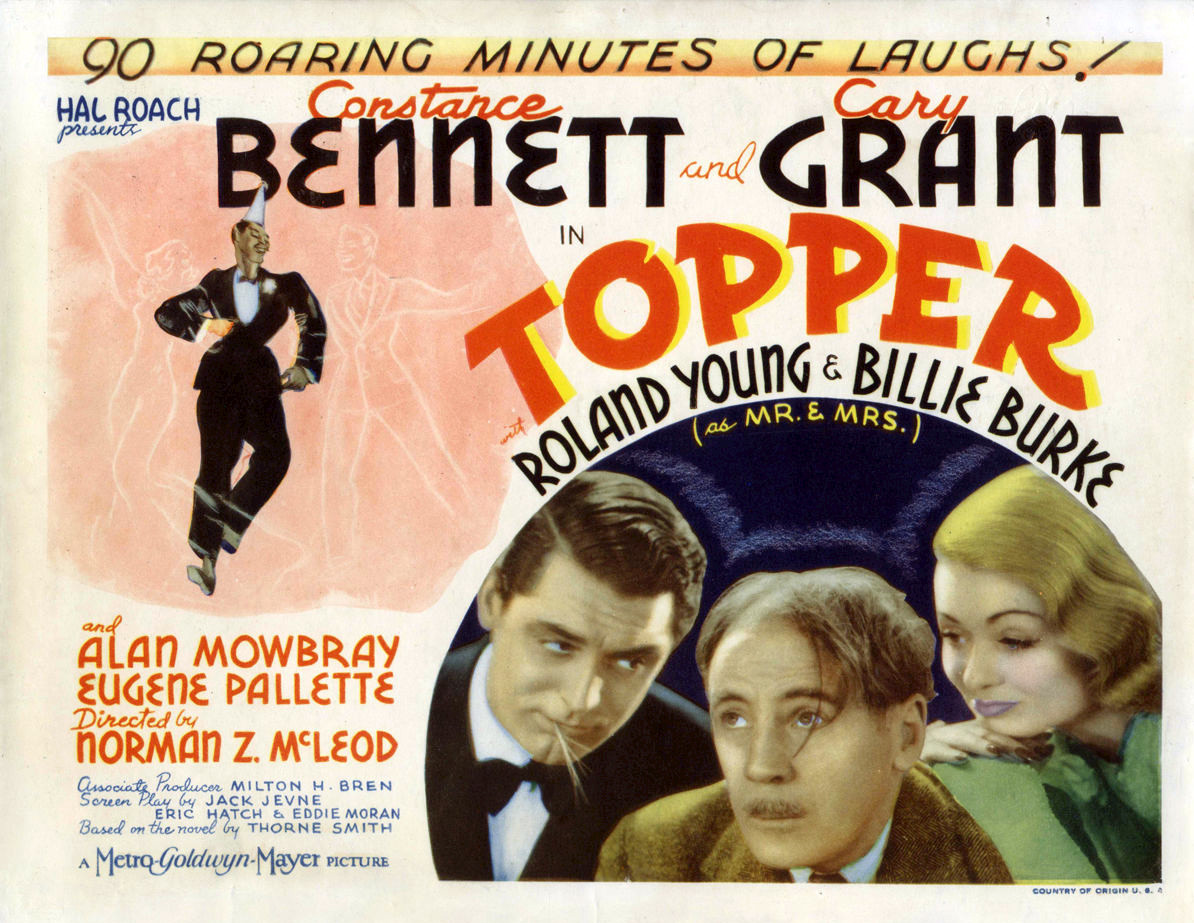

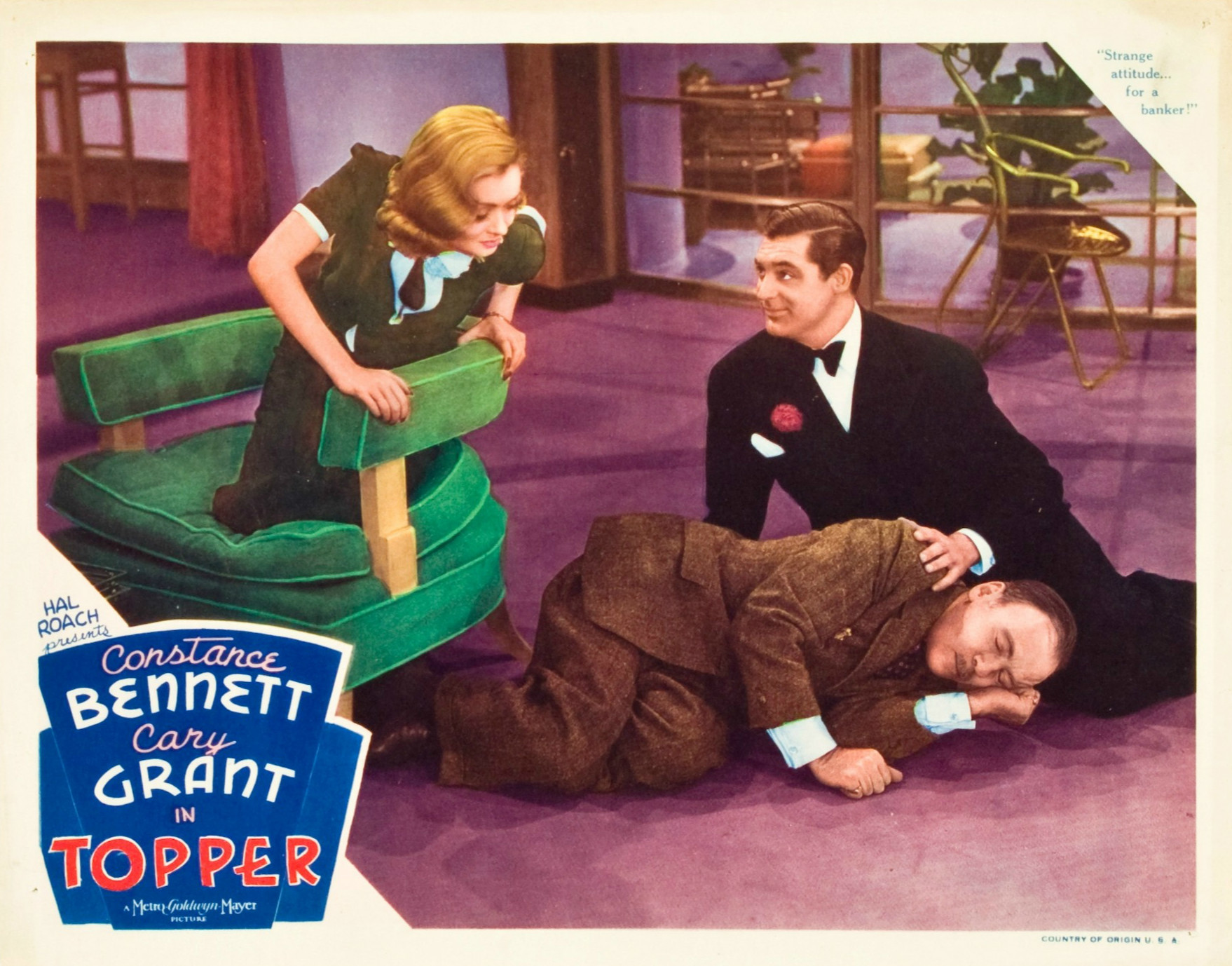

Tras una larga carrera como productor de cortometrajes de comedia, el productor Hal Roach buscaba expandirse hacia las películas de larga duración, y encontró una propiedad en The Jovial Ghosts, una novela de 1926 de Thorne Smith.  Roach quiso inmediatamente que Cary Grant interpretara a George Kerby, pero tuvo dificultades para conseguir que el actor aceptara el papel, ya que Grant se preocupaba por los aspectos sobrenaturales de la historia. La garantía de Roach que los aspectos descrewball de la historia se verían afectados, más una cuota de 50.000 dólares, fueron suficientes para convencer a Grant de hacer la película.
Para el número opuesto de Grant, Roach estaba interesado en Jean Harlow, y como Topper W. C. Fields, pero Harlow estaba demasiado enfermo, y Fields rechazó la oferta. Cuando Roach se acercó a  Constance Bennett,quedó tan impresionada con la propiedad que aceptó que se le pagara menos de sus honorarios habituales de 40.000 dólares.
Fantasmas bohemios fue filmada en los estudios Hal Roach en Culver Ciudad,  y el rodaje de la localización tuvo lugar en la entrada de los grandes almacenes Bullock  en Wilshire Bulevar - como entrada al "Hotel Seabreeze" - y en un lugar de la Avenida San Rafael en Pasadena, California.
El automóvil utilizado por George y Marion Kerby, antes de que se convirtieran en fantasmas, y más tarde por Cosmo Topper -cuyo propio coche es un Lincoln Modelo K de 1936- es un vehículo hecho a medida con un parecido a los automóviles Cord y Duesenberg de la década de 1930. Los modelos de producción de un Cord eran demasiado pequeños para ser utilizados, por lo que la carrocería personalizada se construyó sobre el chasis de un Buick Roadmaster de 1936 de Bohman & Schwartz y los tubos de escape externos característicos de un Cord sobrealimentado no funcionan; el Buick Roadmaster de la época utilizaba un motor de ocho en línea ("straight eight") mientras que el Cord utilizaba un motor V-8, por lo que los tubos de escape externos a ambos lados del capó (según la disposición del Cord) habrían significado que al menos un lado del coche (y probablemente ambos) utilizaban tubos externos ficticios. El baúl del Buick tenía compartimentos especiales para el equipo de cámara. Luego, el auto fue comprado por la Gilmore Oil Co., que lo usó durante muchos años con fines promocionales. En 1954, el vehículo fue actualizado utilizando un chasis y tren de tracción Chrysler Imperial.

## Recepción
Topper fue un éxito de taquilla, y dio un impulso a las carreras de todos los actores principales, en particular a Cary Grant, que pasó de esta película a una serie de comedias clásicas de screwball como The Awful Truth (1937), Bringing Up Baby (1938), y Holiday (1938).  Constance Bennett - que antes era más conocida como una "caballo de tiro" que como actriz - recibió muy buenas críticas, y Roach la reunió con el director McLeod y los guionistas Jevne y Moran - así como con Billie Burke y Alan Mowbray - para Merrily We Live (1938).

## Premios y honores
Topper fue nominada a los  Premios Óscar como Mejor Actor de Reparto por Roland Young -su única nominación- y Mejor Sonido, Grabación Elmer Raguse.
La película está reconocida por el Instituto Americano de Cine en estas listas:
- 2000: Los 100 años de la AFI...100 Risas - #60[10]
- 2008: Los 10 mejores de la AFI:
  - Nominada Película Fantástica[11]

## Secuelas y adaptaciones
A Topper le siguieron las secuelas Topper Takes a Trip (1938) y Topper Returns (1941).
Hubo una serie de televisión, que se estrenó en 1953 y duró dos temporadas, protagonizada por Leo G. Carroll, Robert Sterling y Anne Jeffreys. En 1973, se produjo un piloto de televisión para una nueva serie propuesta Topper Returns (1973), protagonizada por Roddy McDowall, Stefanie Powers y John Fink. También se produjo un remake de una película para televisión (y un piloto para una nueva serie de televisión), Topper (1979), protagonizada por Kate Jackson, Jack Warden y Andrew Stevens. Nearly Departed, una efímera serie de televisión americana de los 80 protagonizada por Eric Idle de la fama de Monty Python, se basaba en la misma premisa.

## Colorización
Topper fue la primera película en blanco y negro que se coloreó digitalmente al ser relanzada en 1985 por los Estudios Hal Roach, con color a cargo de Colorization, Inc. La película fue elegida porque su estreno original en 1937 supuso la entrada de Hal Roach en la producción de largometrajes importantes. «A la luz de esta historia, parece apropiado que Topper esté de nuevo a la vanguardia del cambio [declaró el estudio], esta vez anunciando la era de la colorización como la primera versión en color de una película clásica en blanco y negro.»